# Zschornewitzer Ruderclub von 1954

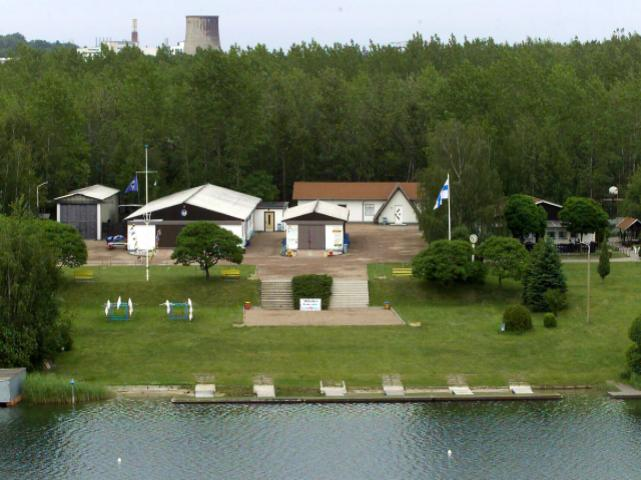
Blick auf das Bootsgelände

Der Zschornewitzer Ruderclub (ZRC) von 1954 ist ein Ruderclub aus Gräfenhainichen in Sachsen-Anhalt. Der als eigenständige Abteilung innerhalb des SV Turbine Zschornewitz e.V. existierende Verein wurde am 20. Mai 1954 gegründet.

## Geschichte
Am 20. Mai 1954 wurde die Sektion Wassersport der BSG Turbine Zschornewitz unter Leitung von Karl Brämer an einem ehemaligen Tagebaurestloch in Möhlau gegründet. 1956 wurden mit Gerhard Köpge und Werner Kömmling zwei Ruderer aus Zschornewitz zur SC Chemie Halle-Leuna delegiert. 1958 erfolgte die Umbenennung der Sektion in Rudern. Am 6. Oktober 1974 wurde die 1. Zschornewitzer Ruderregatta in Möhlau ausgetragen. Ab 1975 entstand das heutige Ruderzentrum am Tagebaurestloch Golpa II, dem Zschornewitzer See oder auch „Gurke“ genannt. In den kommenden Jahren entstanden eine neue Regattastrecke, ein Bootshaus, zwei Bootshallen und Motorbootsgaragen. Am 18. Oktober 1978 verstarb der Gründer der Sektion, Karl Brämer. Im selben Jahr erfolgte die Ernennung als Landesleistungsstützpunkt. 1979 wurde Ingo Brämer neuer Vereinsvorsitzender. 1981 erfolgte die Einweihung einer Ruderbeckenanlage mit späterem Kraftraum. 1987 wurde die Regattastrecke von 900 m auf 1000 m verlängert.
Seit 1992 ist Zschornewitz einer der Ausrichter der Landesmeisterschaften von Sachsen-Anhalt, seit 1994 findet das Landesfinale „Jugend trainiert für Olympia“ in Zschornewitz statt. 1994/95 erfolgte der Bau eines neuen Vereinshauses, 1997 wurde die Sektion Rudern in Zschornewitzer Ruderclub von 1954 umbenannt. 2000 wurden Patrick Scholz und Marco Spielau Junioren-Weltmeister im Achter und Vierer. 2010 gewann Andreas Renner Gold im Einer bei der World-Master-Regatta in Zagreb. Im Februar 2011 übernahm Thomas Renner das Amt von Ingo Brämer als Vorsitzender des Zschornewitzer Ruderclubs. Im September desselben Jahres übergibt Falk Brämer die Trainerstelle nach 33 Jahren an Andrea Senst.

## Schwerpunkte
Mit seinen 100 Mitgliedern setzt der Verein auf verschiedene Schwerpunkte. Als Landesleistungsstützpunkt liegt das Hauptaugenmerk vor allem auf ein leistungsorientiertes Kinder- und Jugendtraining. Bei den jährlichen Regatten auf Bundes- sowie auf Landesebene kann der ZRC zahlreiche Siege verbuchen. Auch auf heimischem Gewässer werden jedes Jahr zwei Wettkämpfe, die Frühjahrsregatta und die Landesmeisterschaft für Sachsen-Anhalt, ausgetragen. Der Verein ist aber auch in anderen Bereichen wie dem Masters- und Wanderrudern sowie im Breitensport vertreten.

## Sportler (Auswahl)
- Alexander Schmidt Junioren und U 23 Weltmeister, Olympiasieger 2016 (Trainer) Männer 4x
- Marco Spielau Juniorenweltmeister 2000, U 23 Weltmeister, Olympiakader 2008
- Patrick Scholz Juniorenweltmeister 2000
- Fritz Walter u. Manfred Gottschlich Olympiakader 1964

## Strecken
| Regattastrecke    | Regattastrecke                                                                       |
| ----------------- | ------------------------------------------------------------------------------------ |
| Gesamtlänge See:  | 1210 m                                                                               |
| Regattastrecke:   | 1000 m                                                                               |
| breiteste Stelle: | 295 m (bei 250 m Marke)                                                              |
| Startbahnen:      | 6 Startbahnen a = 12 m, mit innerer und äußerer Bojenkette, Anzahl Bojen = 104 Stück |
| Wasserfläche:     | 22,6 ha = 226000 m²                                                                  |